# Livin' la Vida Loca
Livin' la Vida Loca is een nummer van de Puerto Ricaanse zanger Ricky Martin uit 1999. Het is de eerste single van zijn titelloze, vijfde studioalbum. 
"Livin' la Vida Loca" was het eerste Engelstalige nummer dat Martin uitbracht. Hij had het te danken aan de jongen waar hij op babysitte.  Het nummer werd een grote zomerhit en veroverde de hitlijsten in Noord-Amerika, Europa en Oceanië. In de Amerikaanse Billboard Hot 100 haalde het de nummer 1-positie. In de Nederlandse Top 40 haalde het de 9e positie en in de Vlaamse Ultratop 50 de 6e.